# 川﨑雅司
川﨑 雅司（かわさき まさし、1961年12月15日 - ）は、日本の物理学者。専門は、酸化物エレクトロニクス・量子マテリアル。学位は、工学博士。理化学研究所理事および東京大学大学院工学系研究科教授。

## 来歴
大阪府東大阪市六万寺町出身。私立東大寺学園高等学校を経て、1984年に東京大学工学部合成化学科を卒業後、1989年に同大学大学院工学系研究科化学エネルギー工学専攻を修了し、工学博士の学位を取得する。同年より日本学術振興会特別研究員として日立製作所中央研究所に勤務後、アメリカ合衆国ニューヨーク州のIBM Thomas J. Watson 研究所博士研究員となる。
1991年に東京工業大学工業材料研究所（現：東京科学大学フロンティア材料研究所）助手となり、1997年に同大学大学院総合理工学研究科物質科学創造専攻助教授に就任した。この間、1994年に酸化物単結晶基板表面を原子レベルで平坦化する湿式処理を開発し、酸化物薄膜成長の原子レベル制御に成功。1997年には酸化亜鉛ナノ結晶薄膜にて励起子紫外レーザー発振に成功した。
2001年、東北大学金属材料研究所教授に就任する（2002年3月までは東京工業大学大学院総合理工学研究科物質科学創造専攻教授、2002年4月から2004年3月までは東京大学大学院工学系研究科応用化学専攻教授をそれぞれ併任）。2004年には電流注入型発光ダイオードの開発に成功した。2007年に同大学原子分子材料科学高等研究機構主任研究者・教授となる。同年、酸化亜鉛の超清浄薄膜界面を形成し、酸化物では初めてとなる量子ホール効果の観測に成功した。
2011年より、東京大学工学系研究科附属量子相エレクトロニクス研究センター・物理工学専攻教授を務める。2015年には極めて特殊な量子状態である偶数分母量子ホール効果を観測し、トポロジカル量子計算への可能性を示唆した。2025年より、理化学研究所理事に就任する。

### 併任の役職
- 新技術事業団さきがけ研究員（1992年3月 - 1994年12月）
- KFA Forshungs-Zentrum, Jeulich　Guest Researcher（1996年3月 - 1996年8月）
- アトムテクノロジー研究体 グループアドバイザー（1997年2月 - 2002年3月）
- 無機材質研究所（のちに物質･材料研究機構） コンビナトリアル化合物機能開発グループリーダー（1997年4月 - 2006年3月）
- 産業技術総合研究所 強相関電子技術研究センター 強相関超構造研究チーム長（2001年5月 - 2008年3月）
- 韓国光州科学工科大学 客員教授（2006年4月 - 2008年3月）
- 理化学研究所 交差相関物性科学研究グループ 強相関超構造研究チーム長（2007年10月 - 2013年3月）
- 東北大学 原子分子材料科学高等研究機構（WPI） 連携教授（2011年1月 - 2021年3月）
- 理化学研究所 創発物性科学研究センター 副センター長 （2013年4月 - 2024年3月）
- 理化学研究所 創発物性科学研究センター 強相関界面研究グループディレクター（2013年4月 - ）
- 東京大学 総長特任補佐 (2017年4月 - 2025年3月)
- IBM東大ラボ長 (2020年6月 - 2025年3月)
- 理化学研究所 研究政策審議役･副理事 (2023年4月 - 2025年3月)
- 東京大学工学系研究科附属量子相エレクトロニクス研究センター・物理工学専攻 教授 (クロスアポイントメント・2025年4月 - )

## 受賞歴
- 1997年 超伝導科学技術賞「高温超伝導薄膜の精密制御」[1]
- 2001年 丸文研究奨励賞「酸化亜鉛薄膜の精密エピタキシーと紫外レーザー発振」
- 2005年 日本IBM科学賞 エレクトロニクス分野「酸化物エピタキシーの精密化と集積化による新電子機能の開拓」[2]
- 2006年 丸文学術特別賞「酸化亜鉛のp型制御法の開発と発光ダイオードによる実証」[3]
- 2007年 日本学術振興会賞「金属酸化物の精密エピタキシーと電子機能化に関する研究」[4]
- 2007年 山崎貞一賞「酸化亜鉛による新半導体機能発現」[5]
- 2008年 日本化学会学術賞「コンビナトリアル格子工学による金属酸化物の電子機能開拓」[6]
- 2010年 超伝導科学技術賞「電界効果超伝導の発見」[1]
- 2010年 市村学術賞功績賞「原子レベル制御した酸化亜鉛ヘテロ接合の形成と新光電子機能の開発」[7]
- 2011年 本多フロンティア賞「酸化物界面の原子レベル制御による新光電子機能の開拓」[8]
- 2015年 応用物理学会フェロー表彰「酸化物ヘテロ接合の原子レベル制御と新物性・新機能の開拓」[9]
- 2016年 科学技術分野の文部科学大臣表彰科学技術賞「酸化亜鉛ヘテロ接合における新しい分数量子ホール状態の研究」[10]
- 2024年 報公賞「酸化物の界面電子物性に関する先駆的研究」[11]

## 叙位・叙勲
- 2020年 紫綬褒章[12][13][14]